# Beni Amrane
Beni Amrane (em árabe: بنى عمران) é uma cidade e comuna localizada na província de Boumerdès, Argélia. Segundo o censo de 2008, a população total da cidade era de 23 621 habitantes.